# Alberto Moreira
Alberto Moreira é um distrito do município brasileiro de Barretos, no interior do estado de São Paulo.

## História

### Origem
O povoado que deu origem ao distrito se desenvolveu ao redor da estação ferroviária Alberto Moreira, inaugurada pela Companhia Paulista de Estradas de Ferro em 14/07/1926. Mais tarde teve o nome trocado para Amoreira, como conseqüência da abreviação do nome como A. Moreira.
O nome do distrito é uma homenagem a Alberto de Mendonça Moreira, engenheiro chefe de linha da ferrovia. Era casado com Herminia Glória de Sá, dando assim origem a tradicional família paulista Sá Moreira.

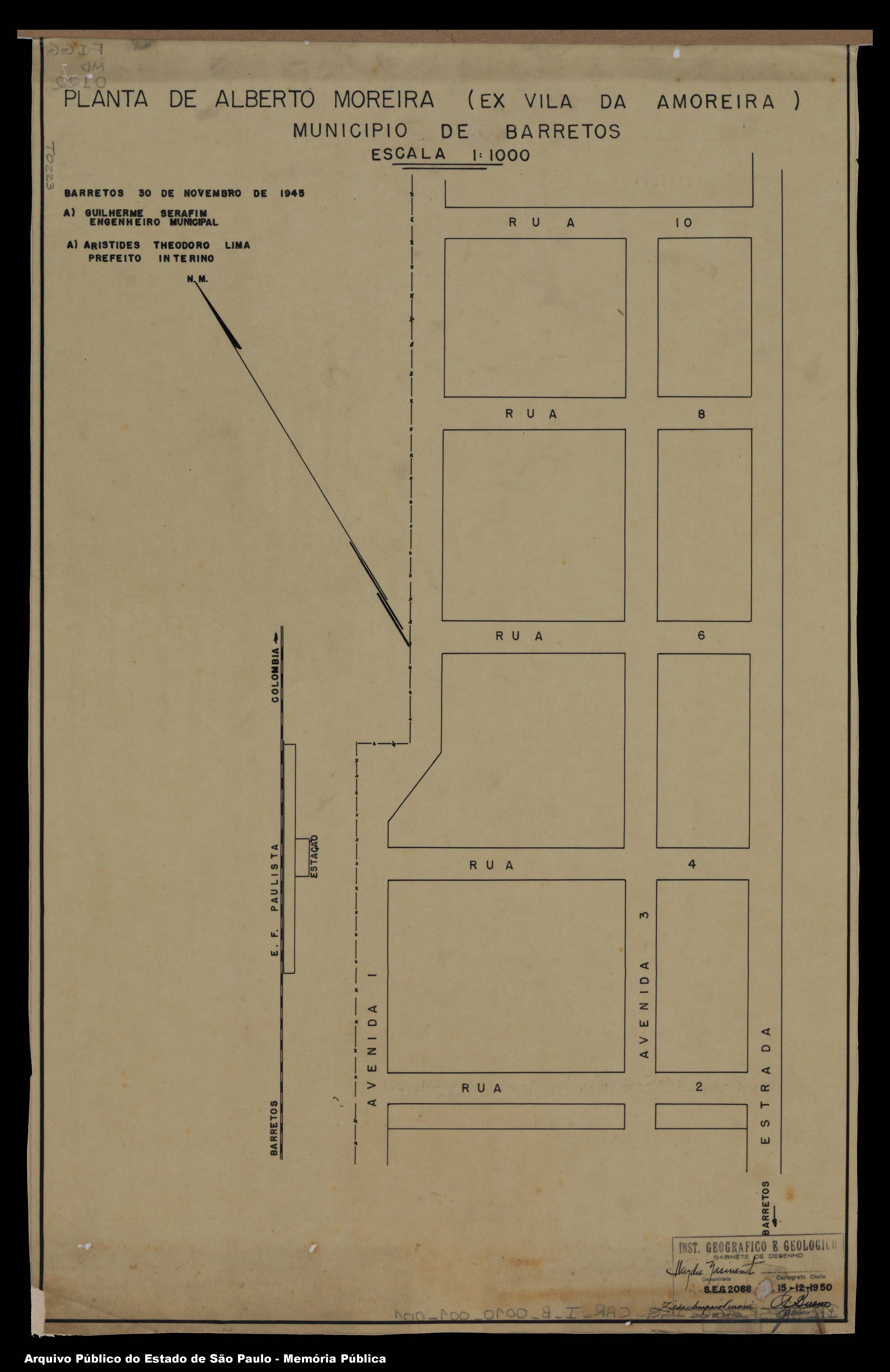
Planta da área urbana original.

### Formação administrativa
- Decreto nº 8.568 de 20/09/1937 - Cria o distrito policial denominado Alberto Moreira no município de Barretos[4][5].
- Distrito criado pelo Decreto-Lei n° 14.334 de 30/11/1944, com o povoado de Alberto Moreira mais terras do distrito sede de Barretos e parte do extinto distrito de Laranjeiras[6].

## Geografia

### Demografia

#### População urbana
| Crescimento população urbana | Crescimento população urbana | Crescimento população urbana | Crescimento população urbana |
| Censo                        | Pop.                         |                              | %±                           |
| ---------------------------- | ---------------------------- | ---------------------------- | ---------------------------- |
| 1950                         | 253                          |                              | —                            |
| 1960                         | 289                          |                              | 14,2%                        |
| 1970                         | 224                          |                              | −22,5%                       |
| 1980                         | 209                          |                              | −6,7%                        |
| 1991                         | 237                          |                              | 13,4%                        |
| 2000                         | 215                          |                              | −9,3%                        |
| 2010                         | 166                          |                              | −22,8%                       |
| Fonte: IBGE e Fundação SEADE |                              |                              |                              |

#### População total
Pelo Censo 2010 (IBGE) a população total do distrito era de 724 habitantes.

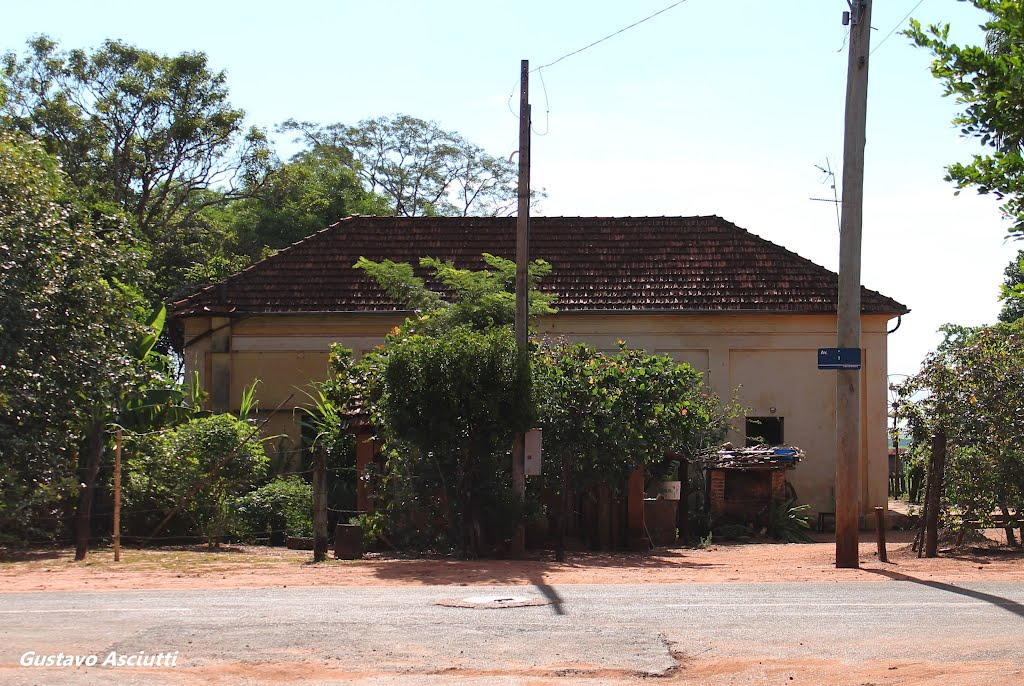
Antiga estação ferroviária.

### Área territorial
A área territorial do distrito é de 254,033 km².  

### Rodovias
A estrada vicinal Deputado Nadir Kenan liga o distrito de Alberto Moreira à cidade de Barretos e à Rodovia Assis Chateaubriand (SP-425). O distrito está localizado a cerca de 18 km da cidade de Barretos.

### Ferrovias
Linha Tronco (Companhia Paulista de Estradas de Ferro), estando a ferrovia atualmente desativada sob concessão da Rumo Malha Paulista.

## Serviços públicos

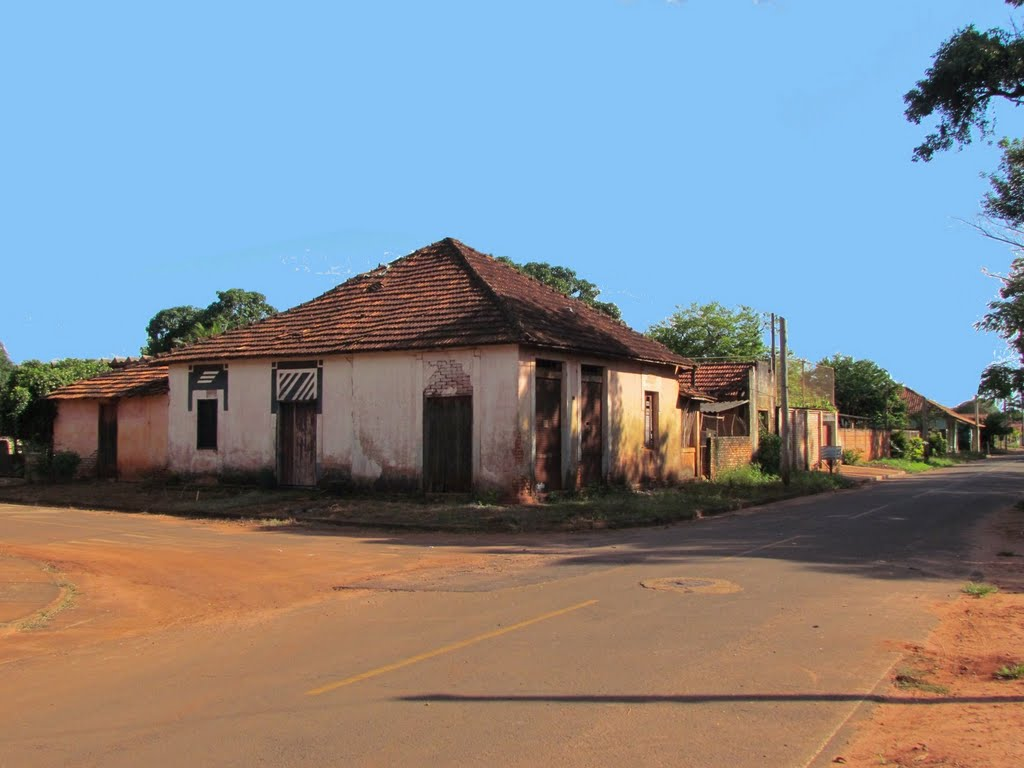
Aspecto local.

### Registro civil
Atualmente é feito na sede do município, pois o Cartório de Registro Civil das Pessoas Naturais do distrito foi extinto pelo Tribunal de Justiça do Estado de São Paulo e seu acervo foi recolhido ao cartório do 1º subdistrito da sede do município de Barretos.

### Saneamento
O serviço de abastecimento de água é feito pelo Serviço Autônomo de Água e Esgoto de Barretos (SAAEB). 

### Energia
A responsável pelo abastecimento de energia elétrica é a CPFL Paulista, distribuidora do grupo CPFL Energia.

### Telecomunicações
O distrito era atendido pela Telecomunicações de São Paulo (TELESP), que inaugurou a central telefônica utilizada até os dias atuais. Em 1998 esta empresa foi vendida para a Telefônica, que em 2012 adotou a marca Vivo para suas operações.

## Atrações turísticas
O distrito tem o turismo como pilar fundamental da economia, além do agronegócio. Em 2021 foi um dos três escolhidos pelo Ministério do Turismo para representar o Brasil em um concurso promovido pela Organização Mundial do Turismo (OMT), agência da Organização das Nações Unidas (ONU). 
A escolha foi feita principalmente pela natureza do lugar, pelo seu aconchego e pela sua gastronomia, que tem ligação com a Festa do Peão de Barretos, baseada na culinária típica como queima do alho, carne de porco, costela assada, porco no rolete e boi no rolete.
O distrito também é conhecido por integrar a Rota das Capelas, percurso feito na maioria das vezes por ciclistas. Essa modalidade de turismo foi a responsável pela revitalização do distrito.

## Religião
O Cristianismo se faz presente no distrito da seguinte forma:

### Igreja Católica
- A igreja faz parte da Diocese de Barretos[22].

### Igrejas Evangélicas
- Congregação Cristã no Brasil[23].